# 薩科 (喬治亞州)
薩科（英語：Saco）是位於美國喬治亞州米切爾縣的一個非建制地區。該地的面積和人口皆未知。

## 地理
薩科的座標為31°11′07″N 84°05′01″W / 31.18528°N 84.08361°W，而該地的平均海拔高度為109米（即358英尺）。